# The Chained Oak

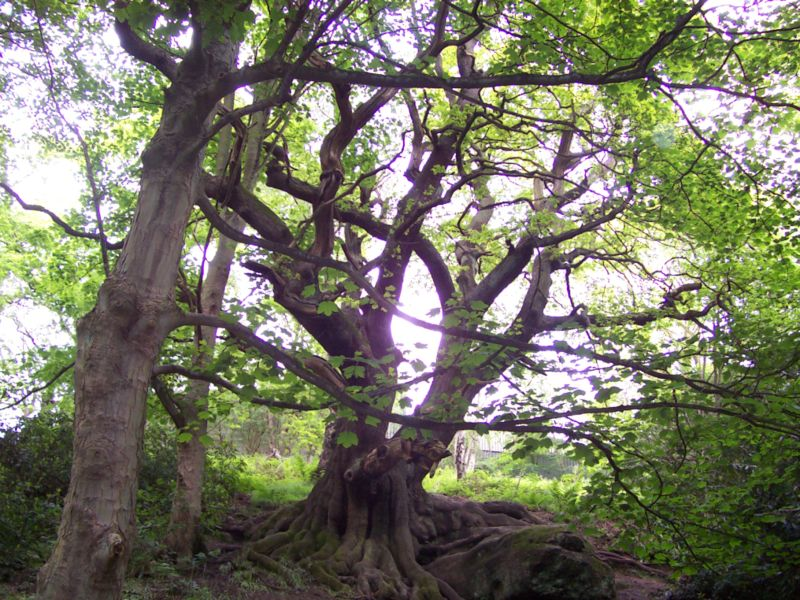
Die angekettete Eiche

The Chained Oak [ðə tʃeɪnd əʊk] (engl. „die angekettete Eiche“) ist eine Eiche nahe der Stadt Alton in Staffordshire, England, deren Äste aufgrund einer lokalen Legende an den Baumstamm gekettet worden sind, um sie vor dem Runterfallen zu schützen.
Der Legende nach fuhr der Earl of Shrewsbury in einer Herbstnacht des Jahres 1821 zu seinem Heim in Alton zurück, als eine alte Frau vor der Kutsche auf die Straße trat und um ein Almosen bat. Als der Earl die Bitte abtat, sprach sie folgenden Fluch aus: Für jeden Ast, der von dieser alten Eiche hier abbricht, wird ein Mitglied der Familie des Earls sterben. In derselben Nacht brach durch einen heftigen Sturm ein Ast vom Baum ab und ein Familienmitglied fand unter mysteriösen Umständen einen plötzlichen Tod. Daraufhin befahl der Earl, die übrigen Äste der Eiche zusammenzuketten, um sie vor dem Abbrechen zu bewahren. Die Äste der Eiche sind bis heute an den Stamm gekettet.
Die Legende weckte das Interesse der lokalen Medien, als am 9. April 2007 einer der Hauptäste des Baums abbrach.